# Утьоська сільська рада
Утьоська сільська́ ра́да (біл. Уцёскі сельсавет) — колишня адміністративно-територіальна одиниця у складі Барановицького району Берестейської області Білорусі. Адміністративним центром сільської ради було село Утьос.

## Історія
Сільська рада ліквідована рішенням Берестейської обласної ради від 26 червня 2013 року шляхом включення її населених пунктів та земель до складу Малаховецької сільської ради.

## Склад ради
Населені пункти, що підпорядковувалися сільській раді станом на 2009 рік:
| Населений пункт | Тип  | Населення, осіб (2009) |
| --------------- | ---- | ---------------------- |
| Богуші          | село | 165                    |
| Кадичиці        | село | 16                     |
| Новосади        | село | 44                     |
| Рагозниця       | село | 4                      |
| Утьос           | село | 340                    |

## Населення
За переписом населення Білорусі 2009 року чисельність населення сільської ради становило 569 осіб.

### Національність
Розподіл населення за рідною національністю за даними перепису 2009 року:
| Національність               | Осіб | Відсоток |
| ---------------------------- | ---- | -------- |
| білоруси                     | 521  | 91,56 %  |
| росіяни                      | 27   | 4,75 %   |
| поляки                       | 12   | 2,11 %   |
| українці                     | 3    | 0,53 %   |
| дві та більше національності | 2    | 0,35 %   |
| татари                       | 1    | 0,18 %   |
| молдовани                    | 1    | 0,18 %   |
| німці                        | 1    | 0,18 %   |
| чуваші                       | 1    | 0,18 %   |
| Разом                        | 569  | 100 %    |